# Gereformeerde kerk (Arum)
De gereformeerde kerk is een kerkgebouw in Arum in de Nederlandse provincie Friesland.

## Beschrijving
De gereformeerde kerk werd in 1910 gebouwd. De recht gesloten zaalkerk is voorzien van een houten geveltoren met opengewerkte bekroning en spits met frontalen.
Het orgel uit 1895 is gemaakt door Jan Proper en werd in 1935 door A.S.J. Dekker in de kerk geplaatst.

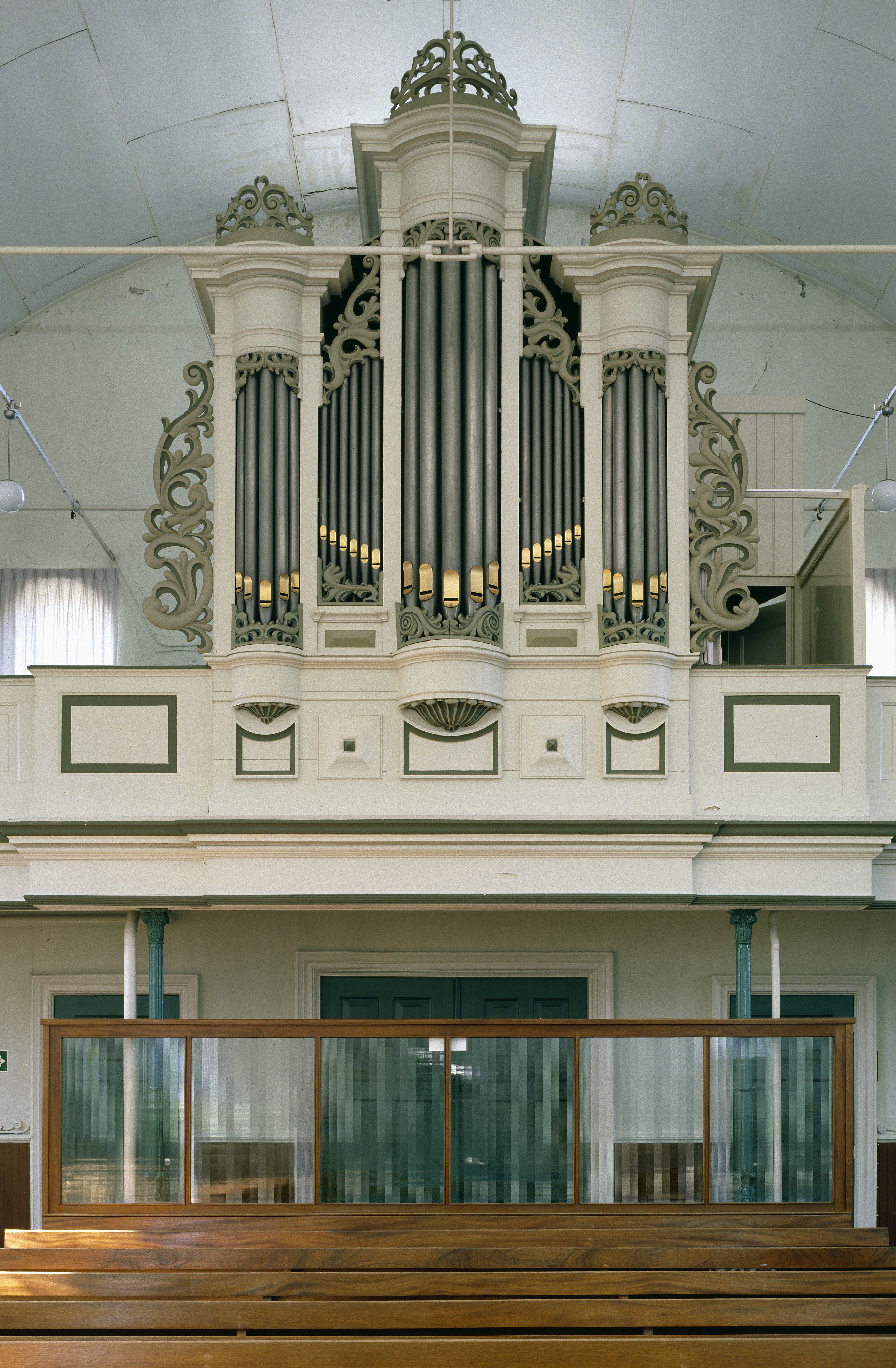
Interieur met orgel (2008)